# 对台工作
对台工作是指中国共产党领导下的中华人民共和国各级政府涉及中華民國（台灣）的政务工作，主管机构为直属中共中央的中央对台工作领导小组及其下属的中共中央台湾工作办公室。

## 中央和省市对台工作
解决台湾问题、完成中国统一，一直是中国共产党和中华人民共和国政府最重要的政治诉求，因此对中華民國、即所謂「台灣地區」的统战，是中共中央和中华人民共和国政府的工作重点。除各级政府定时召开对台工作会议，处理相关问题外。从最高领导机构——中央对台工作领导小组、国务院到区县级地方党委和政府均设置台办作为常设机构，配备人员、划拨经费，负责处理与台湾有关的政务工作。除党政机构、半官方社会团体涉及对台工作外。中华人民共和国亦有数量众多的研究机构和智库为决策部门提供对台工作的建议、咨询:90—112。
2023年4月中华人民共和国商务部突然发布公告决定对台湾地区进行贸易壁垒调查涉及2455项产品，主要包括农产品、五矿化工产品、纺织品等，中共中央台辦表示贊同，這被台灣各界解讀為對台讓利時代可能走向結束ECFA的存续问题也提上檯面。9月中共中央、国务院印发《中共中央国务院关于支持福建探索海峡两岸融合发展新路建设两岸融合发展示范区的意见》举行发布会，支持福建探索海峡两岸融合发展「新路」建设两岸融合示范区，其中有推動能融尽融等語句，台灣媒體界有解讀為一系列動作可能是武力統一的前置安排。

### 常设机构和附属、周边组织
相对各级地方政府，各级党委设有台湾工作办公室。在中国共产党主政、实行黨國體制的背景下，同一行政区的党委台湾工作办公室与人民政府台湾事务办公室，是谓“两办合一”，即“一套人马、两个招牌”。中华民国作者形容为“中共对台工作‘一条鞭式’的管理”:177。省级（含）以下的地方台办与上级台办之间是“单纯的业务指导关系”。地方台办以接受同级党委、政府的领导为主:58。
除台办外，政府各行政部门里，亦或设有专门的对台工作单位:177。其他政府部门亦会为了自身业务范围内的两岸交流，成立许多周边组织。此类组织多以“促进会”、“联谊会”等民间团体命名，由地方政府自行成立:79—89。

### 各级台办日常工作
各级台办的日常工作以服务台湾人士、维护台湾利益为主要内容，多以利益输送的手法进行。对台让利是主要方针。从中央到地方都有“名目繁多、用心尽力的惠台政策”。政策执行中，以福建省为例，作者形容为“惠台利民的政策措施，只要能做到的都要尽力去做":24。
中华人民共和国计划在“十四五”规划期间，推进两岸关系和平发展和祖国统一。深化两岸融合发展。完善保障台湾同胞福祉和在大陆享受同等待遇的制度和政策，持续出台实施惠台利民政策措施，让台湾同胞分享发展机遇，参与大陆经济社会发展进程。支持台商台企参与“一带一路”建设和国家区域协调发展战略。推进两岸金融合作，支持符合条件的台资企业在大陆上市。推进海峡两岸产业合作区、平潭综合实验区、昆山深化两岸产业合作试验区等两岸合作平台建设。支持福建探索海峡两岸融合发展新路，加快两岸融合发展示范区建设。加强两岸产业合作，打造两岸共同市场，壮大中华民族经济。加强两岸人文交流。积极促进两岸交流合作和人员往来，加深相互理解，增进互信认同。推动两岸文化教育、医疗卫生等领域交流合作，促进社会保障和公共资源共享，支持两岸邻近或条件相当地区基本公共服务均等化、普惠化、便捷化，促进两岸同胞共同传承和创新发展中华优秀传统文化。加强两岸基层和青少年交流，鼓励台湾青年来大陆追梦、筑梦、圆梦。团结广大台湾同胞共同反对“台独”分裂活动，维护和推动两岸关系和平发展，致力中华民族伟大复兴。
2021年4月29日，福建省人民政府新闻办公室在官方微博“福建发布”发布公告，福建省将于5月10日开设“便捷通道”，放宽台湾人从台湾直航和金马地区进入福建的检疫规定，台湾人士可比照中国大陆低风险地区入（返）闽人员进行管理，无需隔离。单方面恢复小三通。

### 基层政府对台工作
基层对台工作是指县级行政区人民政府及以下单位，包括乡镇、机关、学校、国有企业、非公有制企业、科研院社和医疗卫生单位的对台工作。工作对象除了台湾籍人士外包括其家属、涉台婚姻对象，对于本地台籍人士、家属建立档案。
常见的工作内容有四节（元旦、春节、清明节和中秋节）的走访慰问，发放生活补助，以及提供免费的各类服务（譬如医疗、司法服务等）。
2022年2月9日，中國人民銀行表示從當年3月1日起，自然人客戶前往商業銀行、農村合作銀行、農村信用合作社、村鎮銀行等金融機構辦理人民幣單筆5萬元以上或者外幣等值1萬美元以上現金存取業務時會被金融機構要求核實身份以及登記資金的來源或者用途。出台該政策的中國三部門表示是為了防止洗錢。2月21日中國人民銀行表示原定2022年3月1日起全民實施的新規暫緩。然而實務上針對台胞群體限定實施同時為打擊電信詐騙針對台胞於銀行開戶受限突然增多，單純存款和使用電子商務而開戶都要經歷眾多提出證明和審問，想移往中國大陸居住的台胞生活便利性有較大負面，但閩台融合政策的大背景下保有了少許便利性通道例如台資背景的廈門銀行、富邦華一銀行和某些外資銀行，以及平潭特區等還是保留了台胞綠色通道。

## 批評與贊同
- 中华人民共和国社会各方對臺工作评价存在对立，中华人民共和国政府及其支持者称之为惠台、利台[9]:24，中国大陆民间和网络舆论则存在跪台[a][8][20][11]、媚台[a]、舔台[b]等说法。中共中央台湾工作办公室在中国大陆民间和网络舆论中，时常被蔑称为“跪台办”[a][8][20]、“媚台办”[a]，认为其工作是“养虎为患”[23]、“养寇自重”[8]。在不同事件中，有评价其已“跪舔得没有尊严”[24]。或批评它“一边宣传台湾人民是同胞，一边安排台独分子羞辱大陆民众”[25]。面对大陆舆论的批评之声，中华人民共和国政治人物汪毅夫在2020年12月发表讲话，「絕對不能容忍全面妄議中央對台大政方針、全盤否定對台工作成績」[22][23]。

- 2014年台湾青年学生主导了太陽花學運，海峽兩岸服務貿易協議在台遭到抵制。而中华人民共和国政府自认为这份协议自方让利，充分体现中国大陸对台湾的诚意和善意[26]。有报道称中华人民共和国党政高层在太阳花学运后，承认对台工作的方法、策略和对象完全错误[6]。同时有人指出，对台让利并不能换取台湾人士的政治认同[7]。此后对台工作以维护台湾人士利益为目的，单方面向台输送利益的格局无改变，譬如用财政资助台湾人士前往大陆旅游的“统战团”持续至疫情前。

- 在全国各地政府给予台湾人士“超国民待遇”的同时，福建地方官员张兆民直接要求大陆民众为台湾人士放弃自身权益。他在2017年时表示，对台胞要“高看一等，厚爱一筹，宁可我们没有，也要台胞优先。”[27]有作者指出，此类惠台政策“客观上转化为了‘台独’的支撑力量，成为了民主進步黨和泛绿阵营继续执政的外部助力”。而在台独形势高涨，各级台办却“加大惠台举措，令‘台独’从中受益，而‘台独’将更乐于推进其‘台独’进程”，形成中华人民共和国方面不乐见、与中国统一背离的循环[8]。

- 在中国大陆面对境外输入新冠病毒压力、台湾爆发华航诺富特酒店群聚感染事件的背景下，中国大陆网络舆论对福建省政府进行强烈抨击，相关评论指责福建省政府“让福建老百姓站在路中间，被台湾人用车活活撞死”。有作者指出，对台工作“不只要面对台湾的反应，更需要同时顾及大陆民众的利益与感受，避免‘仇台’的结打得越来越紧。”台湾官方对福建省政府此举同样不满[21]。福建省政府引起两岸民众、台湾政府的不满后，最终推迟“便捷通道”的开放[11]。5月17日，应因台湾疫苗采购问题，中共中央台办发言人朱凤莲表示，中国大陆方面“愿意尽最大努力帮助广大台湾同胞尽快战胜疫情”，中華民國大陸委員會回应：“对岸不必假好心”，中国大陆网民对中共中央台办同样不满[24]。

## 备注
1. 1 2 3 4  相关原文[22]：在此情況下，負責執行對台工作的中共中央台辦等涉台單位，以及仍持溫和立場的涉台學者及智庫，頓時成為一些中國大陸民眾指責的對象。諸如「跪台辦」、「媚台辦」、「養虎為患」等批評不一而足，對涉台單位及智庫造成極大壓力。
2. ↑  相关原文[21]：更有许多大陆网友批评，这是福建省政府“舔台”的做法[……]大陆舆论更不买单，“舔台”、“凭什么”的反对声浪不断。

## 外部連結
- 中共中央台辦、國務院台辦（页面存档备份，存于）
- 全國台聯-台胞之家
- 全国台湾研究会（页面存档备份，存于）
- 兩岸婚姻服務中心（页面存档备份，存于）